# Trøjborg
Die Trøjborg (deutsch Troiburg) ist die Ruine eines Wasserschlosses westlich von Visby in Dänemark.

## Geschichte
Das von zwei Gräben (der innere davon ein Wassergraben) umgebene Gebäude wurde in der ersten Hälfte des 14. Jahrhunderts auf einer künstlich angelegten Erhebung erbaut. Sie ist etwa 30 mal 30 Meter groß.
Erster bekannter Besitzer der Burg war Johann (Henneke) von Limbek († 1355), Sohn des Drosten Claus Limbek. Zu seiner Zeit bestand die Burg aus einem Ziegelturm und einem niedrigeren Gebäude innerhalb der Gräben. 1407 wurde die Anlage von Hennekes Sohn Claus Limbek an Königin Margarethe verkauft. Die Königin verpfändete ihrerseits die Burg an das Bistum Ribe. In dessen Pfandbesitz blieb die Burg mit den dazu gehörenden Ländereien bis zur Reformation. 1536 fiel sie wieder an die Krone, ohne dass diese das Pfand auslösen musste. Sie lag als königliche Enklave im Herzogtum Schleswig.
1566 erhielt der Feldherr Daniel Rantzau die Burg zum Lehen von Friedrich II. als Belohnung für seinen Einsatz gegen Schweden im Dreikronenkrieg. Nach seinem Tod 1569 übernahm sein Bruder Peter Rantzau, der auch die zurückgelassene Braut Katharina von Damme heiratete, die Burg. 1579 konnte er sie als Eigentum erwerben. Er ließ die mittelalterliche Burg abreißen und an ihrer Stelle ein neues Schloss als Ziegelsteinbau im Niederländischen Renaissancestil errichten. Das Renaissanceschloss war eine Vierflügelanlage mit einem kleinen Schlosshof. In den Ecken verbanden Treppentürme die Stockwerke. Es ähnelte den herzoglichen Schlössern Schloss Hansburg in Hadersleben und dem Tönninger Schloss und ist möglicherweise auch ein Werk von deren Baumeister Herkules von Obernberg. Ein Umbau im Barock-Stil erfolgte 1740.
Bis 1776 befand sich das Schloss im adligen Besitz, dann kaufte es der Bürgerliche Gerhard Holst. Nach dem Tod dessen Sohnes wurde es 1829 an einem Kaufmann versteigert. 1851 verkaufte es dessen Witwe an den Politiker Knud Lausten Knudsen, der sich bereits mit der Gründung der ersten Volkshochschule, der Rødding Højskole, um die Verbesserung der Bildung der Landbevölkerung verdient gemacht hatte. Er beabsichtigte dort ein dänisches Seminar zu  errichten. Da er aber die nötig gewordenen Sanierungsarbeiten nicht bezahlen konnte, versuchte er vergeblich das Schloss an den Staat zu verkaufen. 1854 begann der Abbruch des einst so stolzen Gebäudes.
Bei den Abrissarbeiten stürzte angeblich die Brücke über den Graben ein, so dass die Arbeiter nicht mehr zum Schloss hinüber kamen. Daher steht heute von der Trøjborg noch das Fundament mit der Südmauer und dem ebenfalls noch erhaltenen Grabensystem, das mit einer neuen Brücke zur Ruine überwunden wird. Lediglich das Portal mit der Inschrift wurde wieder errichtet. Die einsam von hohen Bäumen umgebene Schlossruine ist ein beliebtes Ziel für Touristen. Außer einem einfachen Rastplatz mit Toilettenanlage gibt es vor Ort keinerlei touristische Infrastruktur.

## Bilder

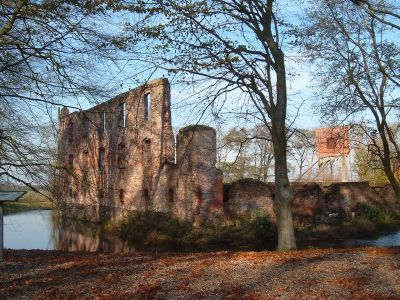
Die Trøjborg mit Südmauer
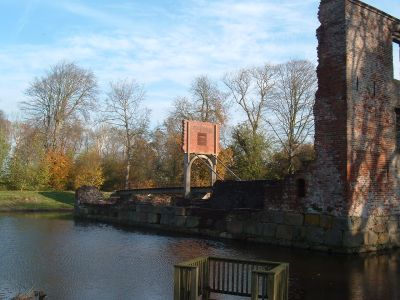
Die Trøjborg